# È arrivata la felicità (serie televisiva)
È arrivata la felicità è una serie televisiva italiana, prodotta da Publispei, in collaborazione con Rai Fiction, trasmessa dall’8 ottobre 2015 al 29 aprile 2018 su Rai 1 in prima serata fino al decimo episodio della seconda stagione, per poi approdare al pomeriggio della domenica a causa degli ascolti decisamente al di sotto delle aspettative.
La canzone della sigla iniziale La mia felicità è cantata da Sarah Jane Olog.

## Trama
Angelica Camilli, vedova e madre di due gemelle, si innamora di Orlando Mieli, architetto lasciato solo dalla moglie con due figli adolescenti da crescere. Tra gli alti e i bassi dell'amore e della vita, la coppia cerca di trovare il suo equilibrio e la sua felicità.

## Episodi
| Stagione         | Episodi | Prima TV |
| ---------------- | ------- | -------- |
| Prima stagione   | 24      | 2015     |
| Seconda stagione | 24      | 2018     |

## Personaggi e interpreti
- Orlando Mieli, interpretato da Claudio Santamaria (stagioni 1-2).
È un architetto che insieme a suo fratello minore Pietro possiede uno studio a Roma. Ha due figli, Umberto e Pigi, avuti dal matrimonio con l'ex moglie Claudia. I suoi genitori sono Guido e Anna.
- Angelica Camilli, interpretata da Claudia Pandolfi (st. 1-2).
È una vedova con due figlie gemelle. Possiede una libreria-ludoteca, aperta a seguito della morte di suo marito, che gestisce con la migliore amica Francesca. I suoi genitori sono Giuseppe e Giovanna e lei ha una sorella minore: Valeria. Alla fine della prima stagione nasce Andrea, figlio suo e di Orlando.
- Pietro Mieli, interpretato da Alessandro Roja (st. 1-2).
È il fratello minore di Orlando e lavora insieme a lui nello studio. È fidanzato con Cristiana da 11 anni.
- Beatrice "Bea" Tornante, interpretata da Giorgia Berti (st. 1-2) e da Matilde Manfredi (st. 1). 
Figlia di Angelica e Gianluca, gemella di Laura, è un'adolescente molto pigra, furba e superficiale e noncurante dei problemi altrui. Frequenta la 4ª liceo e ha 17 anni.
- Laura Tornante, interpretata da Greta Berti (st. 1-2) e da Margherita Manfredi (st. 1). 
Gemella di Beatrice, è molto sensibile e intelligente. Frequenta la 4ª liceo e ha 17 anni.
- Umberto Mieli, interpretato da Andrea Lintozzi Senneca (st. 1-2).
È il figlio maggiore di Orlando e Claudia. Ha 16 anni e frequenta la 3ª liceo e suo fratello minore si chiama Pigi.
- Pierluigi "Pigi" Mieli, interpretato da Francesco Mura (st. 1-2).
È il figlio minore di Orlando e Claudia. Ha 8 anni e frequenta la 3ª elementare.
- Claudia Medda, interpretata da Caterina Murino (st. 1).
Ex moglie di Orlando e madre di Umberto e Pigi, lo lascia per il suo amante tedesco Gustav trasferendosi ad Amburgo. Insegna lettere all’università.
- Valeria Camilli, interpretata da Giulia Bevilacqua (st. 1-2).
È la sorella minore di Angelica. È omosessuale e fidanzata con Rita, una guardia giurata. Lei fa l’impiegata alle poste e aspetta un bambino avuto con la fecondazione artificiale. Nella seconda stagione hanno due figli, Giuseppe nato alla fine della prima stagione e Camilla nata nella seconda stagione.
- Giovanna Fabri in Camilli, interpretata da Lunetta Savino (st. 1-2).
È la madre di Angelica e Valeria, proprietaria di una rinomata pasticceria. È sposata con Giuseppe.
- Giuseppe Camilli, interpretato da Ninetto Davoli (st. 1-2).
È il padre di Angelica e Valeria e marito di Giovanna. Gestisce con lei la pasticceria Camilli.
- Gianluca Tornante, interpretato da Ettore Bassi (st. 1).
È il defunto marito di Angelica e padre di Laura e Bea e ogni tanto appare nelle visioni della moglie per aiutarla. È morto quando le figlie avevano 9 anni.
- Annunziata "Nunzia" Esposito, interpretata da Simona Tabasco (st. 1-2).
È un'estetista napoletana in cerca di lavoro che viene assunta da Pietro come segretaria.
- Francesca Scuccimarra, interpretata da Tezeta Abraham (st. 1-2).
È la migliore amica di Angelica e gestisce con lei la libreria-ludoteca.
- Vittorio Raimondi, interpretato da Paolo Mazzarelli (st. 1).
È il fidanzato di Angelica e la sua famiglia possiede un cantiere navale.
- Rita Nardelli, interpretata da Federica De Cola (st. 1-2). È la fidanzata di Valeria e figlia di Rosa.
- Cristiana de Bardi, interpretata da Myriam Catania (st. 1).
È la fidanzata di Pietro da 11 anni e fa l’avvocato.
- Guido Mieli, interpretato da Massimo Wertmüller (st. 1-2).
È il padre di Orlando e Pietro e marito di Anna. Con lei gestisce un’associazione pro-bono per l’integrazione delle minoranze nella società.
- Anna Mieli, interpretata da Edwige Fenech (st. 1).
È la madre di Orlando e Pietro, moglie di Guido. Ha origini francesi e gestisce con il marito l’associazione.
- Rosa, interpretata da Rosanna Banfi (st. 1, guest 2).
È la mamma di Rita.
- Clelia, interpretata da Valeria Fiore (st. 1).
È la superiore di Rita e Valeria.
- Ragioniere Giorgio Franchetti, interpretato da Antonio Randazzo (ricorrente st. 1 e guest 2).
È il ragioniere e segretario dello studio Mieli. Viene assunto da Orlando e Pietro in sostituzione di Nunzia.
- Roberto, interpretato da Nicholas Zerbini (st. 1-2). È un compagno di classe e migliore amico di Umberto.
- Mago Mario, interpretato da Roberto De Francesco (st. 1-2). È un mago indovino a cui fa sempre riferimento Nunzia. Padre di due figlie, Jessica e Deborah innamorate entrambe dei fratelli Mieli, figli di Orlando.
- Antongiulio Martelli, interpretato da Tullio Solenghi (st. 2).
È l’amante di Giovanna. Lei decide però di tornare con il marito e lui parte per Parigi.
- Luca, interpretato da Primo Reggiani (st. 2).
È il primo ed unico fidanzato maschio di Rita conosciuto negli anni del liceo. Fa il fotografo e si trasferisce a Roma da Madrid dopo una rottura. Rita ha tradito Valeria con lui.
- Sabaudia, interpretata da Lorenza Indovina (st. 2).
È la cuoca del ristorante di Guido. È divorziata con quattro figli: tre naturali e uno adottato. Comincia una storia d’amore con Guido.
- Rudolph Maister, interpretato da Maximilian Dirr (st. 1). È uno stagista, prima dell'arrivo di Nunzia.
- Marco Raimondi, interpretato da Federico Le Pera (st. 1). È il nipote di Vittorio, fratello di Sofia e interesse amoroso di Beatrice.
- Selvaggia, interpretata da Beatrice Bartoni (st. 1). È una compagna di scuola di Umberto ed interesse amoroso di quest'ultimno.
- Federico, interpretato da Simon Grechi (st. 1). È un amico di Vittorio ed interesse amoroso di Francesca.
- Salvatrice Esposito, interpretata da Gea Martire (st. 1). È la madre di Nunzia.
- Sign.ra Esposito, interpretata da Pia Velsi (st. 1). È la nonna di Nunzia.
- Giampiero Tornante, interpretato da Enrico Oetiker (st. 1). È il cugino delle gemelle che viene ospitato da Umberto. È sposato con Katherine e ha una figlia.
- Sign.ra Dominici, interpretata da Mirta Pepe (st. 1). È la padrona di casa di Valeria e di Rita.
- Antonio Scognamiglio, interpretato da Angelo Monacelli (st. 1). È un cantante neomelodico, il suo nome d'arte è Tony Baby. Fidanzato storico di Nunzia che si trova in prigione.
- Emanuele Giovannetti, interpretato da Pierangelo Menci (st. 2). È un compagno di classe delle gemelle e nuovo interesse amoroso di Laura.
- Simone Ruggeri, interpretato da Paolo Fantoni (st. 2). È il nuovo fidanzato di Beatrice soprannominato l'elfo domestico.
- Sebastiano Ravalli, interpretato da Simone Gandolfo (st. 2). È un medico oncologo che prende in cura Angelica quando scopre di avere un linfoma.
- Fosca Bonci, interpretata da Katia Beni (st. 2). È un'infermiera che prende in cura Angelica durante la chemioterapia.
- Professoressa Mariani, interpretata da Simona Caparrini (st. 2). È l'insegnante di matematica delle gemelle.
- Wolfango, interpretato da Federico Scribani (st. 2). È il fidanzato di Sabaudia.
- Jessica, interpretata da Alessia Lamoglia (st. 2). È una lontana cugina di Nunzia, figlia del mago Mario e sorella maggiore di Debora. Nuovo interesse amoroso di Umberto.
- Caterina, interpretata da Camilla Semino Favro (st. 2). È una paziente, compagna di stanza di Angelica divisa in amore tra Pietro e Paolo.
- Deborah, interpretata da Elena Foresta (st. 2). È una lontana cugina di Nunzia, figlia minore del mago Mario e interesse amoroso di Pierluigi.
- Principe azzurro, interpretato da Giulio Berruti (st. 2). È un principe azzurro che si palesa nell'immaginazione di Francesca in sella al suo cavallo bianco.
- Dottoressa Bisanzio, interpretata da Olga Rossi (st. 2). È un medico che prende in cura Angelica e Caterina in sostituzione del dottor Rovalli.
- Prof.ssa Venturini Rigaboni, interpretata da Marina Confalone (st. 2). È il commissario esterno degli esami di maturità delle gemelle ed ex professoressa di Orlando.
- Rodolfo Corsi, interpretato da Alessandro Rossi (st. 2). È il padre della defunta Anna, ex fidanzata di Pietro e nonno di suo figlio.

## Distribuzione
La prima stagione, diretta da Riccardo Milani e Francesco Vicario, composta da 24 episodi, è stata trasmessa in dodici serate dall'8 ottobre al 17 dicembre 2015 in prima serata su Rai 1. Nel mese di gennaio 2016 è stata annunciata la produzione di una seconda stagione composta sempre da 24 episodi, le cui riprese sono iniziate il 31 gennaio 2017, che va in onda sempre in prima serata su Rai 1 dal 20 febbraio 2018.
Durante la messa in onda della seconda stagione, a causa di un calo d'ascolti, la serie viene spostata alla domenica pomeriggio sempre su Rai 1 dal 18 marzo 2018. Nella seconda stagione vengono inserite nel corso della storia alcune canzoni.
Ogni titolo di episodio comincia con la parola “quando” e ogni settimana venivano trasmesse due puntate insieme.

## Web Serie
Come iniziativa della Rai, anche È arrivata la felicità è stato inserito nel progetto RAY, che prevede la realizzazione di contenuti collaterali alla serie. Nello specifico sono state realizzate due web serie spin-off composte da 10 episodi l'una della durata di circa 5 minuti: Come sopravvivere ad una sorella strxxxa e Come diventare popolari a scuola.

## Sigla
La sigla è "La mia felicità", cantata da Sarah Jane Olog.